# Pastrana
Pastrana é um município da Espanha na província de Guadalajara, comunidade autónoma de Castilla-La Mancha, de área 95,70 km² com população de 1121 habitantes (2007) e densidade populacional de 11,23 hab/km².
A história deste município está unida à Princesa de Éboli, casada como o influente português Rui Gomes da Silva valido do rei castelhano, que foi duquesa desta vila de Pastrana e que viveu no seu precioso Palácio Ducal até à sua morte. Na Viagem a Alcarria, Cela conta "...Na manhã seguinte quando o viajante chega à Praça da Hora e se inteirou de verdade do seu uso, em Pastrana, a primeira sensação que teve foi o de encontrar-se com uma cidade medieval, uma grande cidade medieval".

## Demografia
| Variação demográfica do município entre 1991 e 2004 | Variação demográfica do município entre 1991 e 2004 | Variação demográfica do município entre 1991 e 2004 | Variação demográfica do município entre 1991 e 2004 |
| --------------------------------------------------- | --------------------------------------------------- | --------------------------------------------------- | --------------------------------------------------- |
| 1991                                                | 1996                                                | 2001                                                | 2004                                                |
| 1100                                                | 1209                                                | 1056                                                | 1071                                                |

## Património
- Colegiada, onde se conservam as tapeçarias da conquista de Arzila e Tânger pelos portugueses
- Paço Ducal
- Praça das Horas
- Palácio Velho
- Bairro de Albaicín
- Casa de Moraitín
- Casa do Deán
- Convento de São Francisco
- Palácio de Burgos